# Лісиці (Великопольське воєводство)
Лісиці (пол. Lisice) — село в Польщі, у гміні Домб'є Кольського повіту Великопольського воєводства.
Населення — 236 осіб (2011).
У 1975-1998 роках село належало до Конінського воєводства.

## Демографія
Демографічна структура станом на 31 березня 2011 року:
|          | Загалом | Допрацездатний вік | Працездатний вік | Постпрацездатний вік |
| -------- | ------- | ------------------ | ---------------- | -------------------- |
| Чоловіки | 120     | 20                 | 83               | 17                   |
| Жінки    | 116     | 23                 | 59               | 34                   |
| Разом    | 236     | 43                 | 142              | 51                   |